# Tribolium namibiensis
Tribolium namibiensis – gatunek chrząszcza z rodziny czarnuchowatych i podrodziny Tenebrioninae.
Gatunek ten opisany został po raz pierwszy w 2008 roku przez Rolanda Grimma na łamach „Stuttgarter Beiträge zur Naturkunde”. Jako lokalizację typową wskazano farmę Dieckmanna w okolicy Okakarary w Namibii.
Chrząszcz o ciele długości od 3,75 do 4,25 mm i szerokości od 1,35 do 1,65 mm, w zarysie wydłużonym z prawie równoległymi bokami, przeciętnie sklepionym. Ubarwienie jest ciemnorudobrązowe z nieznacznym połyskiem. Głowa ma nieznacznie wykrojoną, prawie ściętą przednią krawędź nadustka, a punkty na powierzchni oddalone na odległości zwykle mniejsze niż połowa ich średnicy. Przedplecze jest najszersze w połowie, o przedniej krawędzi węższej niż tylna i nieobrzeżonej, bocznych krawędziach łukowatych, wyraźnie zafalowanych przed wydatnymi kątami tylnymi, obrzeżonych, a powierzchni słabo mikrosiateczkowanej i pokrytej punktami oddalonymi na odległości równe połowie ich średnicy. Pokrywy mają silnie żeberkowato wysklepione międzyrzędy od drugiego do dziewiątego, zaś międzyrzędy przyszwowe wyraźnie sklepione tylko na przedzie i w tyle. Na międzyrzędach leżą mniejsze niż w rzędach i niewyraźne punkty oraz płytkie, poprzeczne do ukośnych zmarszczki. Na przedpiersiu występują duże, w większości zaokrąglone punkty oddalone od siebie na dystanse mniejsze niż średnice. Odwłok ma na piątym sternicie bardzo delikatnie zaznaczoną linię wierzchołkową. Genitalia samca mają dłuższe niż u T. sulmo paramery.
Owad afrotropikalny, znany tylko z lokalizacji typowej w Namibii.